# Kuryu Matsuki
Kuryu Matsuki (松木 玖生, Matsuki Kuryu), né le 30 avril 2003 à Muroran (Japon), est un footballeur japonais qui évolue au poste de milieu central au Southampton FC.

## Biographie

### En club
Né à Muroran, dans la préfecture d'Hokkaidō, au Japon, Kuryu Matsuki est formé par le Aomori Yamada, rejoignant le club du lycée en 2019. Avec cette équipe il remporte notamment le tournoi national de football des lycées en deuxième année.
Début 2021, il fait un essai d'une semaine à l'Olympique lyonnais avant de retourner dans son club. En juin de la même année, son nom est évoqué du côté d'un autre club français, le RC Strasbourg.

#### FC Tokyo
Matsuki rejoint le FC Tokyo en janvier 2022, signant avec le club dès le 14 décembre 2021.
Il joue son premier match en professionnel le 18 février 2022, lors de la première journée de la saison 2022 de J. League contre le Kawasaki Frontale. Il est titularisé lors de cette rencontre perdue par son équipe sur le score de un but à zéro. Le 3 mai 2022, Matsuki inscrit son premier but en professionnel, lors d'un match de J. League face à l'Avispa Fukuoka. Il ne permet toutefois pas à son équipe d'obtenir un résultat, celle-ci s'inclinant par cinq buts à un,.

#### Southampton FC
Le 30 juillet 2024, après plusieurs semaines de fortes rumeurs, Kuryu Matsuki s'engage officiellement avec le club anglais du Southampton FC en paraphant un contrat de quatre ans, soit jusqu'en juin 2028,,. Le 12 août 2025, il dispute son premier match avec les Saints lors d'une rencontre de Coupe de la Ligue anglaise contre Northampton Town (victoire, 0-1).

##### Prêt au Göztepe SK
Cependant, à cause des droits du travail au Japon, il est directement envoyé en prêt dans le club turc du Göztepe SK où il évoluera pour la saison 2024-2025. Le 10 novembre 2024, il inscrit son premier but avec le Göztepe SK, un but marqué dans les dernières minutes de jeu, qui offre la victoire sur le score de deux buts à zéro face à Konyaspor.

### En sélection nationale

#### Moins de 20 ans
Kuryu Matsuki représente l'équipe du Japon des moins de 20 ans. Le 17 novembre 2022, il marque son premier but avec cette sélection lors d'un match amical face à la Slovaquie (victoire, 3-2). Le 9 mars 2023, il réalise un doublé contre l'Arabie saoudite, permettant ainsi à son équipe de s'imposer (victoire, 1-2). En mars 2022, il est convoqué avec l'équipe du Japon des moins de 20 ans.

#### Moins de 23 ans
En mai 2024, il remporte la coupe d'Asie avec l'équipe du Japon des moins de 23 ans.